# Heidi (Schiff)
Die Heidi war eine 1966 als Stena Baltica gebaute Fähre. Das Schiff wurde als Stena Baltica von Stena Line überwiegend im Fährverkehr zwischen Schweden und Dänemark eingesetzt. Ab 1970 verkehrte es als Caledonia für die Caledonian Steam Packet Company in Schottland. 1988 wurde die Fähre nach Italien verkauft und dort im Golf von Neapel als Heidi eingesetzt.

## Geschichte
Das Schiff wurde unter der Baunummer 53 auf der Werft Langesund mekaniske verksted in Langesund für die schwedische Reederei Stena gebaut. Die Kiellegung fand im Dezember 1964, der Stapellauf am 27. März 1965 statt. Die Fertigstellung des Schiffes erfolgte am 19. April 1966.
Das Schiff wurde im April 1966 unter schwedischer Flagge mit Heimathafen Göteborg in Dienst gestellt. Ursprünglich war es für die Strecke von Nakskov nach Kiel vorgesehen, kam jedoch auf der Strecke von Göteborg nach Frederikshavn in Fahrt, auf der bereits die Stena Danica verkehrte. Im Juni vercharterte Stena das Schiff kurzfristig an die Reederei Lion Ferry, die ein Ersatz für ein auf der Strecke Grenaa–Halmstad–Kopenhagen ausgefallenes Schiff benötigte.
Im Oktober 1966 kehrte das Schiff auf die Strecke Göteborg–Frederikshavn zurück. Im April 1967 verkehrte die Fähre eine kurze Zeit in Charter der Reederei Malmö-Kastrup Ruten zwischen Malmö und Kastrup, bevor Stena Line das Schiff ab Mai 1967 im Ärmelkanal zwischen Calais und Tilbury einsetzte. Neben Tilbury wurde auch Southend-on-Sea angelaufen. Das Schiff erwies sich für die Strecke als zu klein und wurde daher noch im Herbst des Jahres wieder von der Strecke abgezogen. Es folgte ein kurzer Einsatz in Charter der Vikinglinjen, die das Schiff zwischen Kapellskär, Mariehamn und Naantali einsetzten. Ab Oktober 1967 verkehrte die Fähre dann wieder für Stena Line zwischen Göteborg und Frederikshavn.
Ende 1969 wurde das Schiff für £ 600.000 an die Caledonian Steam Packet Company in Glasgow verkauft (aus der 1973 durch Zusammenschluss mit MacBrayne die Reederei Caledonian MacBrayne hervorging), die für ihre Verbindung von Ardrossan nach Brodick auf der Isle of Arran ein Ersatzschiff brauchte. Die bisher auf der Strecke eingesetzte Glen Sannox war für den zunehmenden Bedarf zu klein und die Be- und Entladung über Seitenrampen auch zu langsam. Das Schiff wurde in Caledonia umbenannte und unter die Flagge des Vereinigten Königreichs gebracht. Heimathafen wurde Glasgow. Die Caledonia war zwar kleiner als die Glen Sannox und konnte auch weniger Fahrzeuge und insbesondere auch weniger Passagiere befördern, verfügte aber als erste Fähre der Caledonian Steam Packet Company über ein durchlaufendes Fahrzeugdeck und konnte somit schneller be- und entladen werden.
Das Schiff wurde auf einer Werft in Greenock für ihre neue Aufgabe angepasst und ausgerüstet und Ende Mai 1970 auf der Strecke zwischen Ardossan und Brodick in Dienst gestellt. Das Schiff war für 650 Passagiere in den Sommermonaten und 132 Passagiere in den Wintermonaten zugelassen.
Im Frühjahr 1976 tauschten die Caledonia und die Clansman ihre Strecken. Die Caledonia wurde nun in den Sommermonaten zwischen Oban und Craignure auf der Isle of Mull eingesetzt. In den Wintermonaten verkehrte sie wieder zwischen Ardossan und Brodick. Im Herbst 1987 wurde das Schiff innerhalb Schottlands verkauft. Pläne, es als schwimmendes Restaurant in Dundee zu nutzen, ließen sich jedoch nicht realisieren. 1988 wurde es daher nach Italien weiterverkauft. Neuer Name des unter der Flagge Italiens mit Heimathafen Neapel betriebenen Schiffes wurde Heidi. Es wurde nun von der Reederei Traghetti Pozzuoli zwischen Pozzuoli und der Insel Ischia im Golf von Neapel. eingesetzt.
2004 wurde das Schiff aufgelegt. Im Juli 2005 sank es an seinem Liegeplatz in Neapel. Das Schiff wurde später gehoben und im April 2006 zum Abbruch in die Türkei verkauft.

## Technische Daten und Ausstattung
Das Schiff wurde von zwei Viertakt-Neunzylinder-Dieselmotoren des Herstellers MAN (Typ: G9V 30/45) mit jeweils 982 kW Leistung angetrieben. Die Motoren wirkten auf zwei Verstellpropeller. Das Schiff war mit einem Bugstrahlruder ausgestattet.
Das Schiff verfügte über ein durchlaufendes Fahrzeugdeck, das über eine Bug- und eine Heckrampe zugänglich war. Vor der Bugrampe befand sich ein Bugvisier, das nach oben geöffnet werden konnte. Oberhalb des Fahrzeugdecks befanden sich zwei Decks mit Einrichtungen für die Passagiere und die Schiffsbesatzung sowie die Brücke. Für die Passagiere standen zwei Lounges und ein Selbstbedienungsrestaurant zur Verfügung. Auf dem Oberdeck befand sich ein offener Deckbereich mit Sitzgelegenheit, auf dem allerdings nur begrenzt Platz zur Verfügung stand.